# رفع النفايات

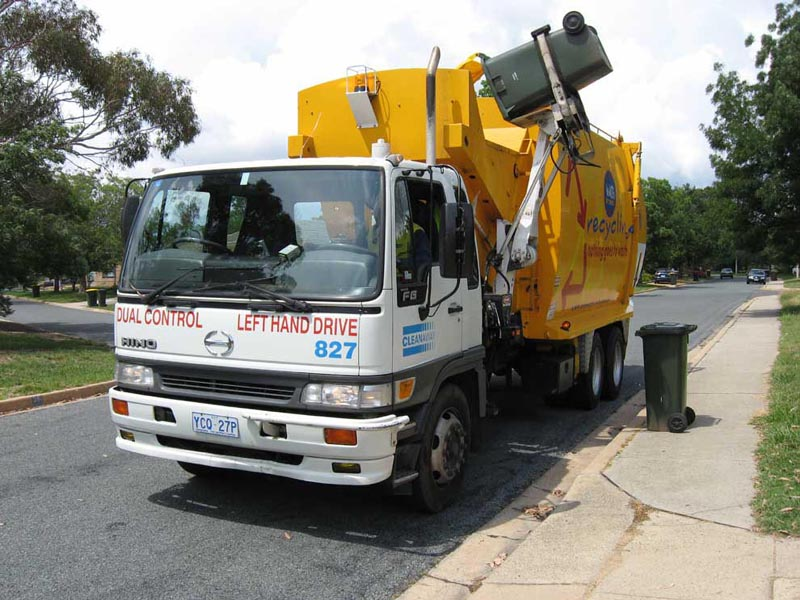
خدمة الجمع من الرصيف في أستراليا.

رفع النفايات هي خدمة تُقدم إلى أهالي المدينة والمناطق الحضرية والضواحي لإزالة النفایات المنزلیة. وعادةً ما يتم ذلك من قبل الموظفين باستخدام المركبات بناءً الغرض لالتقاط النفايات المنزلية في حاويات مقبولة أو موصوفة من قبل البلدية.